# Kirta
Kirta (fl. XVI secolo a.C.) è un leggendario re hurrita, vissuto forse all'inizio del XVI secolo a.C..
Il suo nome ci è noto dall'uso che ancora nel XV secolo a.C. i re mitannici facevano del sigillo di Shuttarna I, "figlio di Kirta". Per questo si ritiene che Kirta sia una sorta di iniziatore della nuova dinastica mitannica, che unificò le precedenti città-stato hurrite e fondò la nuova capitale Washshukkanni.
Una leggenda relativa a Kirta è narrata nell'Epopea di Keret, poema epico canaanita risalente al Tardo Bronzo (circa 1500-1200 a.C.).